# Matthias Boetius
Matthias Boetius (* 1580/85 in Königsbüll (Alt-Nordstrand); † 1625 in Evensbüll (Alt-Nordstrand)) war ein deutscher evangelisch-lutherischer Pastor und Chronist.

## Leben
Boetius’ Vater Peter Boysen oder Boetius († 1592) war Pastor mehrerer Gemeinden und Vizepropst auf Alt-Nordstrand. Boetius immatrikulierte sich 1605 an der Universität Rostock. 1607 setzte er seine Studien in Wittenberg fort. Nachdem er vermutlich ein oder zwei Jahre Diakon in Holstein gewesen war, wie Otto Hartz, der Herausgeber seiner Werke, aus der Erwähnung eines nicht erhaltenen Chronicon Holsaticum schließt, übernahm er 1610 die Pfarrstelle in Hersbüll auf Alt-Nordstrand, von der er 1614 nach Evensbüll wechselte. Dort starb er 1625.

## De cataclysmo Norstrandico
1623 ließ Boetius ein kleines Bändchen mit dem Titel De cataclysmo Norstrandico commentariorum libri tres – Drei Bücher über die Sturmflut auf Nordstrand – drucken. Im ersten Buch stellte er die Geschichte und Geographie seiner Heimatinsel dar. In den beiden folgenden Büchern schilderte er die Sturmfluten von 1612 und 1615, nach denen es bis 1619 dauerte, bis die Deiche wieder instand gesetzt waren. Boëtius widmete das Buch Friedrich III., dem Herzog von Schleswig, vermutlich in der Hoffnung auf staatliche Unterstützung beim Deichbau.
Im Gegensatz zu vielen Zeitgenossen lehnte Boetius jegliche Spekulation ab. So gibt er zwar Berichte über den Untergang von Rungholt als göttliche Strafe wieder, verweist diese Geschichte jedoch ins Reich der Sage. Rungholt sei nicht plötzlich vom Erdboden verschwunden, sondern aufgegeben worden, nachdem die Versuche, die bei der Flut 1300 gebrochenen Deiche zu reparieren, bei der Großen Mandränke, die er auf 1354 datiert, endgültig zunichtegemacht wurden. Auch die Schäden, die die Fluten zu seinen Lebzeiten anrichteten, deutete er weniger als göttliches Strafgericht, wie es beispielsweise Anton Heimreich zwanzig Jahre später – nach der katastrophalen Burchardiflut, die Boetius nicht mehr erlebte – tat, sondern als Folge menschlicher Nachlässigkeit und mangelnder Hilfsbereitschaft. So hätten 1612 die Pellwormer ihre für die Gewinnung eines neuen Koogs von außerhalb angeheuerten Deicharbeiter nicht für die dringend notwendige Stopfung der Wehle bei Brunock in der Rungholter Bucht freigestellt. Und auch die von dem Deichbruch selbst unmittelbar Betroffenen hätten ihre Arbeitskraft nicht vorrangig in die Deichreparatur gesteckt, sondern sich mit einem flüchtig aufgeworfenen Schutzwall begnügt und sich anschließend alle Kräfte der Feldarbeit zugewandt und damit die lebensnotwendigen Deicharbeiten vernachlässigt. Als dann endlich genügend Arbeiter zur Verfügung standen, war die Lücke im Deich bereits so groß geworden, dass die Reparatur nicht mehr gelang und Brunock 1615 aufgegeben werden musste.